# Game Over, Charles
«Game Over, Charles», titulado en español «El juego se acabó, Charles», es el nombre del décimo episodio de la sexta temporada de la serie de televisión de suspenso estadounidense de ABC Family, Pretty Little Liars, que sirvió a su vez como final de media temporada. Fue estrenado el 11 de agosto de 2015 siendo el número 130 de toda la serie. 
Fue escrito y dirigido por la showrunner I. Marlene King. La cadena ABC Family promovió el final con el hashtag #facetoface, indicando que el misterioso villano "A" se revelaría en el final de la mitad de la temporada.
En el episodio, Alison, Aria, Emily, Hanna, Spencer y Mona finalmente descubren la verdadera identidad de "A", que resulta ser CeCe Drake, y se enteran de por qué ella ha estado atormentándolas durante los últimos dos años. Además, el episodio incluye un salto de tiempo, ya que las Liars, tras el arresto de CeCe, regresan a Rosewood después de estar ausentes durante cinco años.
«Game Over, Charles» fue visto por 3.09 millones de espectadores y obtuvo un índice de audiencia de 1.4 puntos, convirtiéndolo en el episodio más visto de la sexta temporada, y el episodio más visto desde el final de la cuarta temporada «A is for Answers». El final de la temporada media recibió una dispar recepción de los críticos de televisión y los aficionados.

## Argumento
En el baile, Aria, Emily, Hanna, Spencer y Sara Harvey se encuentran con Mona, quien revela que ha estado siguiendo a Alison toda la noche para protegerla. Mona localiza el teléfono de Alison en el edificio del Grupo Carissimi y las chicas se dirigen a la sede de la compañía. Allí, Spencer entra en una habitación restringida después de que Sara recuerde una fecha específica significativa para Charles, que es el código para abrir la puerta. Mientras las chicas entran en la habitación, Sara se niega a acompañarlas. Ellas descubren un holograma que controla una transmisión en vivo de la habitación que A llevó a Alison. Cuando las chicas ven a Alison descubriendo los cuerpos inconscientes de Jason y su padre, se dan cuenta de que ella está sola con "A", quien resulta ser CeCe Drake.
Con todos los DiLaurentis presentes, CeCe comienza a contarles su historia. Ella revela que nació como un niño llamado Charles DiLaurentis. Cuando tenía siete años, quiso darle un baño a Alison de bebé, pero accidentalmente la dejó caer en el agua hirviendo. Kenneth salvó a Alison, pero Charles fue internado en Radley como consecuencia. De acuerdo con CeCe, cuando era niña le pidió a su madre que comprara sus vestidos, pero Kenneth despreciaba a su hijo por ser «femenino», así que utilizó el incidente de la bañera como una excusa para enviarlo lejos. Jessica visitó a «Charlie» tan a menudo como pudo, en un intento por hacerle sentir menos rechazado.
Cuando Charles tenía 12 años, Bethany Young empujó a la madre de Toby, Marion Cavanaugh, del techo de Radley. Sin embargo, Bethany culpó a Charles por el homicidio de Marion, y todo el mundo creyó su palabra debido a que Charles, de vestido en el momento del incidente, dijo que nadie le iba a creer. Jessica pagó a Darren Wilden para asegurarse de que la muerte de la señora Cavanaugh fuera un suicidio. Charles fue diagnosticado con un trastorno explosivo intermitente, aunque en realidad era un diagnóstico preciso para Bethany. Durante los dos años siguientes, Charles fue medicado con tranquilizantes, pero le dejaron salir para asistir a su falso funeral. Después del entierro, en casa de la tía Carol, Jessica finalmente aceptó a Charles como su hija y la llevó de nuevo a Radley, renombrándola Charlotte.
Charlotte se dedicó a las matemáticas como una manera de escapar de la realidad. Lo hizo tan bien en sus estudios que se le permitió asistir a clases en la Universidad de Pensilvania. Pensó que ir a la escuela sería divertido, pero era fácil para ella, ya que ya sabía lo que le estaban enseñando. Un día, llamó a una amenaza de bomba para cancelar las clases. Ella aprovechó la oportunidad de ir a Rosewood High School, para el día de la foto del anuario, donde conoció a Jason, a quien ella comenzó a salir con el alias de Ceke Drake, para acercarse a su familia. Jessica no sabía que CeCe Drake y Charlotte eran la misma persona hasta el día en que los DiLaurentis se iban a Cape May. Aunque inicialmente enfadada por la relación incestuosa de sus hijos, Jessica permite a Charlotte ir de vacaciones con el resto de la familia. En Cape May, Charlotte se convirtió en amiga íntima de Alison e incluso planeó decirle que estaban relacionadas. Sin embargo, Bethany se enteró de la relación de la Sra. D con su padre, arruinando así la oportunidad de Charlotte de decirle a su hermana la verdad. El fin de semana del Día del Trabajo, Bethany robó la ropa de Charlotte y se escabulló de Radley para asesinar a Jessica en la propiedad de los DiLaurentis. Esto llevó a Charlotte a golpear a Alison accidentalmente en la cabeza con una roca esa noche, (cerrando así la incógnita planteada en «A is for Answers» y en el primer episodio) creyendo que ella era Bethany. Jessica enterró a Alison de pánico y pagó a Wilden que llevara a Charlotte de vuelta a Radley.
De vuelta en el Grupo Carissimi, Mona, con lágrimas, admite que ella golpeó a Bethany esa noche confundiéndola con Alison, ya que ambas tenían el pelo rubio y llevaban la misma ropa.
El personal médico de Radley rechazó el privilegio de Charlotte de dejarla salir de vez en cuando de Radley, pero una vez que Mona fue admitida en el sanatorio, Charlotte aprovechó su estado drogado y la manipuló para que le contara todo lo que había hecho como "A", ya que esta la confundía con Alison. Después de que Charlotte fuera liberada de Radley, se trasladó a Rosewood, donde deliberadamente se reunió con las mentirosas, y comenzó a odiar a las niñas debido a su alivio por la desaparición de Alison. Charlotte seguía viendo a Alison como Red Coat y pensó que se estaba volviendo loca al principio. Así que, para atraer a Alison, planeó la fiesta de Thornhill Lodge. Envió un señuelo como Red Coat para que fuera a su lugar y confundiera a las mentirosas. El señuelo Red Coat se desenmascara como Sara Harvey. Alison y los Mentirosas están conmocionados por esto y Charlotte dice que Sara era Red Coat cuando ella necesitaba que ella estuviera. Las intenciones de Charlotte eran sacar a Alison de su escondite, pero Shana prendió fuego a la cabaña. Sin embargo, Sara y Alison rescataron a las chicas, dando así a Charlotte la tan necesaria confirmación de que su hermana estaba viva. Ella mató a Wilden para proteger a Alison, ya que él nunca la habría permitido volver a Rosewood, y envió a Sara a su funeral, vestida como la Viuda Negra, para asegurarse de que había muerto. Antes de que Charlotte huyera a Nueva York, se escapó a su casa para decir adiós a su madre, y encontró su cuerpo sin vida acostado en el patio trasero de los Hastings. Después del fallecimiento de su madre, ella vio los eventos en Nueva York como la oportunidad perfecta para terminar el juego de "A" y comenzar una nueva vida en París, pero finalmente volvió, debido a su adicción al poder.
Sara, vestida como Red Coat, pone una bomba para detonar Radley, como parte del plan final de Charlotte para matar a su familia ya ella misma. Las mentirosas llegan a tiempo para que Spencer inhabilite la bomba mientras Emily golpea a Sara por traicionarla. Charlotte corre hacia el techo e intenta suicidarse. Sin embargo, las chicas llegan a tiempo para persuadirla de que no lo haga, y Charlotte, en cambio, declara el final de su reinado como A.

### Tres meses después
En el fin de semana del Día del Trabajo, las chicas están fuera de la casa de Alison, con sus coches llenos y listos para irse a la universidad. Las chicas se abrazan mientras se despiden, sin darse cuenta de que salir sería tan difícil.

### Cinco años después
Alison está trabajando como maestra en Rosewood High. Aria, Hanna, Emily y Spencer, apresuradas, entran en su salón de clases para informarle de que un hombre desconocido está persiguiéndola.

## Producción
«Game Over, Charles» fue escrito y dirigido por la showrunner I. Marlene King, que sirve como segundo crédito de King como guionista de la sexta temporada, y el quinto episodio dirigido de la serie. King comenzó a escribir el final de la mitad de la temporada, el final de verano, que se titula «Game Over, Charles», el 12 de mayo de 2015. La filmación comenzó el 9 de junio de 2015 y terminó el 18 de junio de 2015. King reveló el título del episodio el 25 de marzo de 2015, después de revelar el título del estreno, que fue «Game On, Charles».  ABC Family promocionó el final en Twitter con el hashtag #FAceToFace que indica la revelación de 'A' en el final de mitad de temporada. El 4 de junio de 2015, King anunció en Twitter que el actor/actriz que interpretará 'A' se les había dicho que iban a ser 'A' en el programa. El episodio ofreció la canción "How Does It Feels", interpretada por MS MR.
El productor ejecutivo Oliver Goldstick reveló en una entrevista, que la primera mitad de la sexta temporada, contendría 10 episodios en lugar de 12, al igual que las temporadas anteriores y se ocupará casi exclusivamente del misterio de Charles DiLaurentis y cada pregunta de misterio "A" sin respuesta desde la comienzo del show. King dijo que «Esta es nuestra oportunidad de finalmente terminar esta gran y maravillosa historia». En una entrevista con Entertainment Online, I. Marlene King dijo que la sexta temporada «es sobre las respuestas y el cierre para todos ellos. Un final para la historia que empezamos hace tanto tiempo, pero es un final muy rápido de la historia».
| «Fue emocionante ver a este misterioso actor "realmente estirar sus piernas" como "A" en la final de verano del martes. Fueron fantásticos, lo siento, no puedo ser más específica, pero esa fue la mejor parte de este episodio».— Troian Bellisario, sobre el personaje A. |

King reveló que las chicas se graduarán en el final de la mitad de la temporada, y contará con un salto de cinco años hasta cuando los mentirosas terminen con la universidad. Goldstick comentó que «hemos estado hablando sobre el salto de tiempo durante años». Goldstick además dijo en relación con las amenazas de 'A' y el salto de tiempo, que «nos da una oportunidad de ver cuál era elregalo de 'A.' ¿Cuál fue el regalo de 'A' que edificó a todas estas chicas de diferentes maneras?».  Marlene King expresó su entusiasmo en una entrevista con Entertainment Tonight para contar historias más adultas para los personajes, diciendo que las actrices habían «superado los años de la adolescencia». Lucy Hale comentó sobre el salto de cinco años al decir «No podríamos haber pedido nada mejor». Shay Mitchell también comentó cómo el programa va a ser diferente, ya que también agregó que «Esto se siente como un nuevo principio».
En cuanto al asunto de A, King dijo: «Sabíamos que Mona era el original "A", pero no sabíamos cuánto tiempo podíamos sostener esa historia antes de dar a conocer que iba a haber un "Big A" para seguir esa historia, y nos quedamos fieles a esos personajes». King reveló en una entrevista con BuzzFeed que debido a la frustración de la audiencia, el final de 'A' se trasladó desde el final de la serie a la sexta temporada a mediados de temporada final. Ella continuó diciendo que «Los fans han sido muy pacientes, y siento que los empujamos lo más lejos que pudimos».  La historia de Charles fue lanzada por King al cuarto de guionistas después del final de la segunda temporada, después de la revelación de Mona como 'A'.

«Cuando terminábamos esa historia, empecé a asustarme. Yo estaba como, no quiero escribir un episodio más sin saber quién iba a robar el juego de ella. Diré que por dos o tres episodios, hubo tres personas que iban a ser 'A', y luego tuvimos unos dos episodios y lancé a la sala esta nueva idea de que no era ninguno de los tres; conté la historia de Charles y la boca de todos se cayó».
 - I. Marlene King a BuzzFeed

Joseph Dougherty, productor ejecutivo, expresó su preocupación por la cantidad de material con la que los escritores tuvieron que lidiar en la primera mitad de la sexta temporada con el fin de revelar quién es "A" al elaborar los primeros diez episodios. King siguió llamando al final de la temporada cuatro «la anterior marca de alta mar para obtener la máxima información de señal a ruido». King reveló en una entrevista con The Hollywood Reporter que "mucha gente" ha adivinado correctamente la identidad de A, pero señaló que los aficionados todavía estarían sorprendidos al aprender los motivos de A para vivir una vida dedicada al acecho. «El 'quién' ha sido adivinado, pero el 'cómo' y 'por qué', no tanto». Troian Bellisario dijo en una entrevista que «Fue emocionante ver a este misterioso actor "realmente estirar sus piernas" como "A" en la final de verano del martes. Fueron fantásticos, lo siento, no puedo ser más específica, pero esa fue la mejor parte de este episodio».

## Actores invitados
- Vanessa Ray como CeCe Drake/Charlotte DiLaurentis
- Andrea Parker como Jessica DiLaurentis
- Drew Van Acker como Jason DiLaurentis
- Jim Abele como Kenneth DiLaurentis
- Dre Davis como Sara Harvey
- Jim Titus como Barry Maple
- Bryce Johnson como Darren Wilden
- Karla Droege como Marion Cavanaugh
- Jessica Belkin como Bethany Young
- Wyatt Hodge como Charles —de niño—
- Dylan Garza como Charles —de adolescente—

## Recepción

### Índice de audiencia
El capítulo se estrenó en ABC Family el 11 de agosto de 2015. Fue visto por 3.09 millones de espectadores y obtuvo 1.4 de índice de audiencia en el rango de adultos 18–49 años, según Nielsen Ratings, convirtiéndolo en el capítulo más visto de la sexta temporada —siendo el más visto desde «A is for Answers»—. Superó en 1.03 millones al episodio anterior, «Last Dance»

### Crítica
El episodio dividió profundamente a los aficionados, ya que algunos espectadores expresaron una considerable insatisfacción con respecto a los motivos de CeCe Drake para convertirse en el principal antagonista del programa, así como revelar a Sara Harvey como la tercera Red Coat —detrás de Alison y CeCe—y Black Widow. No obstante, los críticos eran favorables hacia el episodio y elogiaron unánimemente la actuación de Vanessa Ray, así como la inclusión de un argumento transgénero. El episodio obtuvo una calificación de 5/10 en TV.com y una calificación de 4.5/ 10 en IMDb.
Morgan Glennon de Buddy TV escribió que no era el mejor final de la demostración «por un largo tiro». «Es bueno tener las respuestas a la mayoría de las grandes preguntas del show, pero las revelaciones vienen tan rápido y tan furiosas que algunos de los grandes momentos no tienen tiempo para aterrizar [...] Esto no le da a estos momentos tiempo para respirar y sacar parte del poder de estas revelaciones gigantes». Nick Campbell, de TV.com, opinó disparmente sobre el episodio. Aunque lo describió como «un episodio que cumplió sus promesas», diciendo que Cece como A era «una solución que encaja» y Sara Harvey como Red Coat «agregó maravillosamente». Campbell señaló que «era un flashback a los tiempos más curiosos». En última instancia, estaba insatisfecho con la conclusión del juego, que «se sentía como una reliquia, es un artefacto». También criticó la masa de información dada, que «puede haber sido difícil de analizar». Él pensó que las reacciones de las mentirosas a la revelación «hicieron poco sentido» como «todas giraron al mush».
LaToya Ferguson, de The A.V. Club, escribió que la elección de tener CeCe Drake siendo A/Charles fue «la mejor decisión» en lugar de elegir Wren. Para ella, podría haber resultado peor, aludiendo a la revelación de Gossip Girl. Ferguson aplaudió el desempeño emocional de Vanessa Ray «recordando a la audiencia —y los personajes— por qué fueron atraídos a CeCe en primer lugar»". Destacó cómo Cece se las arregla para hacer sus malas acciones aceptables, casi redimiendo a sí misma. Ella escribió que Ray «lleva absolutamente este episodio en su parte posterior, de una manera que muy pocos personajes secundarios podría». Aunque describió el episodio como «bastante barrido», sintió que era imposible compararlo con los anteriores porque las mentirosas sólo actuaban como «personajes terciarios», lo que era inusual. Escribiendo para The Washington Post, Bethonie Butler estuvo de acuerdo en que la identidad de A tenía más sentido que la de Gossip Girl, aunque era, en su opinión, obvia y decepcionante. Además, con respecto al flash-forward, Butler escribió: «Es algo raro pasar todo ese tiempo en la escuela secundaria, sólo para entrar en la universidad y aterrizar abruptamente en la edad adulta». Escribiendo para SpoilerTV, Gavin Hetherington escribió de sentimientos encontrados mezclados por el final de la mitad de la temporada, diciendo «usted sabe cuando usted apenas no se siente totalmente feliz con algo y usted apenas tiene esa pequeña sensación sobrante de la decepción ¿Qué amo y odio sobre este espectáculo es que me hace sentir así y parece que siempre tengo sentimientos encontrados cuando se trata de compartir mis opiniones sobre un episodio. Este fue un buen final dramático de verano, pero creo que lo que más me decepciona es que la mayoría de lo que era sólo de pie y hablando». Él elaboró y dijo: «Por mucho que no me sorprendió el hecho de CeCe ser A, me gusta que ella es como su historia, tiene sentido, y sus conexiones con las chicas».
Paul Dailly de TV Fanatic disfrutó del episodio, escribiendo que la revelación «sorprendentemente estuvo a la altura del bombo. No voy a endulzarlo, era un poco duro en los bordes, pero todo tenía sentido y por primera vez en [...] Tenemos respuestas sólidas y ¡el espectáculo se dirige en una dirección emocionante!». Isabella Biedenharn de Entertainment Weekly consideró que la revelación era satisfactoria, diciendo que ella no entendía la decepción de la gente con el tema de Wren o una de las mentirosas. y dijo: «Es una conclusión interesante que reanudó el programa de muchas maneras». Biedenharn llamó a Vanessa Ray «fantástica» y «convincente», Ella opinó que el episodio, «el más grande en la historia de PLL», merecía al menos dos horas.
Tras el episodio, Vanessa Ray ganó un Teen Choice Award por su actuación.